# Starý dub (film)
Starý dub (The Old Oak) je britské filmové drama režiséra Kena Loache z roku 2023.

## Příběh
Příběh se odehrává v odloučené vesnici na severovýchodě Anglie v hrabství Durham. Zkrachovalý a rozvedený majitel hospody Starý dub TJ Ballantyne se za každou cenu snaží udržet při životě podnik, který je pro místní lidi posledním místem setkávání. Jednoho dne přijíždí autobus uprchlíků ze Sýrie a cestující se setkávají s opovržením místních. I přes odpor štamgastů se TJ sblíží s mladou uprchlicí Yarou, které pomůže opravit fotoaparát, její jedinou cennost. 
Starousedlíci naléhají, že chtějí využít dlouho nevyužívaný sál hospody ke shromáždění. TJ odmítá, vzápětí se ale rozhodne souhlasit s tím, že jej poskytne syrské komunitě k uspořádání společného komunitního oběda. TJ se musí rozhodnout, zda dá přednost svým přátelům a štamgastům, nebo novým kamarádům. V průběhu příprav praskne voda a zničí kompletně elektroinstalaci. Ukáže se, že se jedná o sabotáž nepřejících místních štamgastů, kteří předstírají o hospodu a osud majitele zájem.

## Obsazení
- Dave Turner (Ballantyne)
- Ebla Mari (Yara)
- Claire Rodgerson (Laura)
- Trevor Fox (Charlie)
- Chris McGlade (Vic)
- Col Tait (Eddy)

## Výroba
Scénář filmu společně s režisérem Kenem Loachem napsal jeho dvorní scenárista Paul Laverty. Natáčení probíhalo v květnu 2022 na severu Anglie (vesnice Murton, Horden, Easington a v okolí Durhamské katedrály). Loach do filmu opět obsadil převážně neherce. Slogan filmu zní: "Nezáleží na tom, odkud jsi, ale co nabízíš." Ken Loach, který dovršil před premiérou filmu věk osmdesáti sedmi let, oznámil, že jde pravděpodobně o jeho poslední film.

## Uvedení
Film byl uveden na festivalu v Cannes v roce 2023. Jedná se o Loachův osmnáctý film uvedený v premiéře v Cannes.

## Ohlasy
Recenzenti oceňují humanistické poselství filmu a komorní příběh s důrazem na hodnoty, jako je solidarita, empatie a pomoc bližnímu. Jedná se o další potvrzení síly realistického přístupu, ale také zájmu o život dělnické třídy, která se musí vypořádat s úpadkem britského průmyslu (kterému se tvůrce věnoval již v dokumentu Which Side Are You On? v roce 1984). Britský kritik Peter Bradshaw z deníku The Guardian uvádí, že se jedná o jeden z nejlepších filmů roku 2023.